# Laulouze
Die Laulouze (manchmal auch L’Aulouze geschrieben) ist ein kleiner Fluss im Südwesten von Frankreich, der im Département Pyrénées-Atlantiques der Region Nouvelle-Aquitaine nordwestlich  der Stadt Pau verläuft.

## Geografie

### Verlauf
Die Laulouze entspringt unter dem Namen Rieu Tort im nordöstlichen Gemeindegebiet von Denguin und verläuft zunächst in südlicher Richtung. Nach etwa 1,5 km erreicht sie das Tal des Gave de Pau und quert die dort verlaufenden Verkehrsverbindungen Autobahn A64 und die Bahnstrecke Toulouse–Bayonne. Dann wendet sich die Laulouze nach Westnordwest, folgt immer parallel dem Gave de Pau, in den sie nach insgesamt rund 16 Kilometern im Gemeindegebiet von Lacq als rechter Nebenfluss einmündet.

### Orte am Fluss
(Reihenfolge in Fließrichtung)
- Antiaque, Gemeinde Denguin
- Denguin
- Bordenave, Gemeinde Labastide-Monréjeau
- Labastide-Cézéracq
- Artix
- Lacq